# Raposo (Portugal)
Raposo é uma localidade portuguesa da freguesia de Caparica e Trafaria, Município de Almada,  Distrito de Setúbal. Nesta localidade situa-se o bairro de acção social conhecido por Bairro Amarelo ou Bairro Picapau Amarelo, por causa da cor dos prédios e em alusão ao programa infantil dos anos 80.
Nesta localidade podemos encontrar o Clube Recreativo União Raposense, responsável por integrar os jovens na pratica do desporto e lazer. Fazem ou fizeram parte deste clube alguns dos vários jovens campeãs e campeões (regionais e nacionais) de várias modalidades desportivas, com maior destaque para o atletismo.
São várias as associações e colectividades presentes nesta localidade, que tem contribuido para o desenvolvimento e enobrecimento do nome da Caparica enquanto freguesia da Margem Sul.